# Alincthun
Alincthun est une commune française située dans le département du Pas-de-Calais en région Hauts-de-France. Ses habitants sont appelés les Alincthunois.
La commune fait partie de la communauté de communes de Desvres - Samer qui regroupe 31 communes et compte 23 221 habitants en 2021 et du parc naturel régional des Caps et Marais d'Opale.

## Géographie

### Localisation
Localisée dans l'ouest du département du Pas-de-Calais, Alincthun est une commune rurale située, à vol d'oiseau, à 8 km au nord de la commune de Desvres et à 15 km à l'est de la commune de Boulogne-sur-Mer (chef-lieu d'arrondissement).
Le territoire de la commune est limitrophe de ceux de six communes.
Les communes limitrophes sont Le Wast, Bellebrune, Bournonville, Colembert, Crémarest et Henneveux.

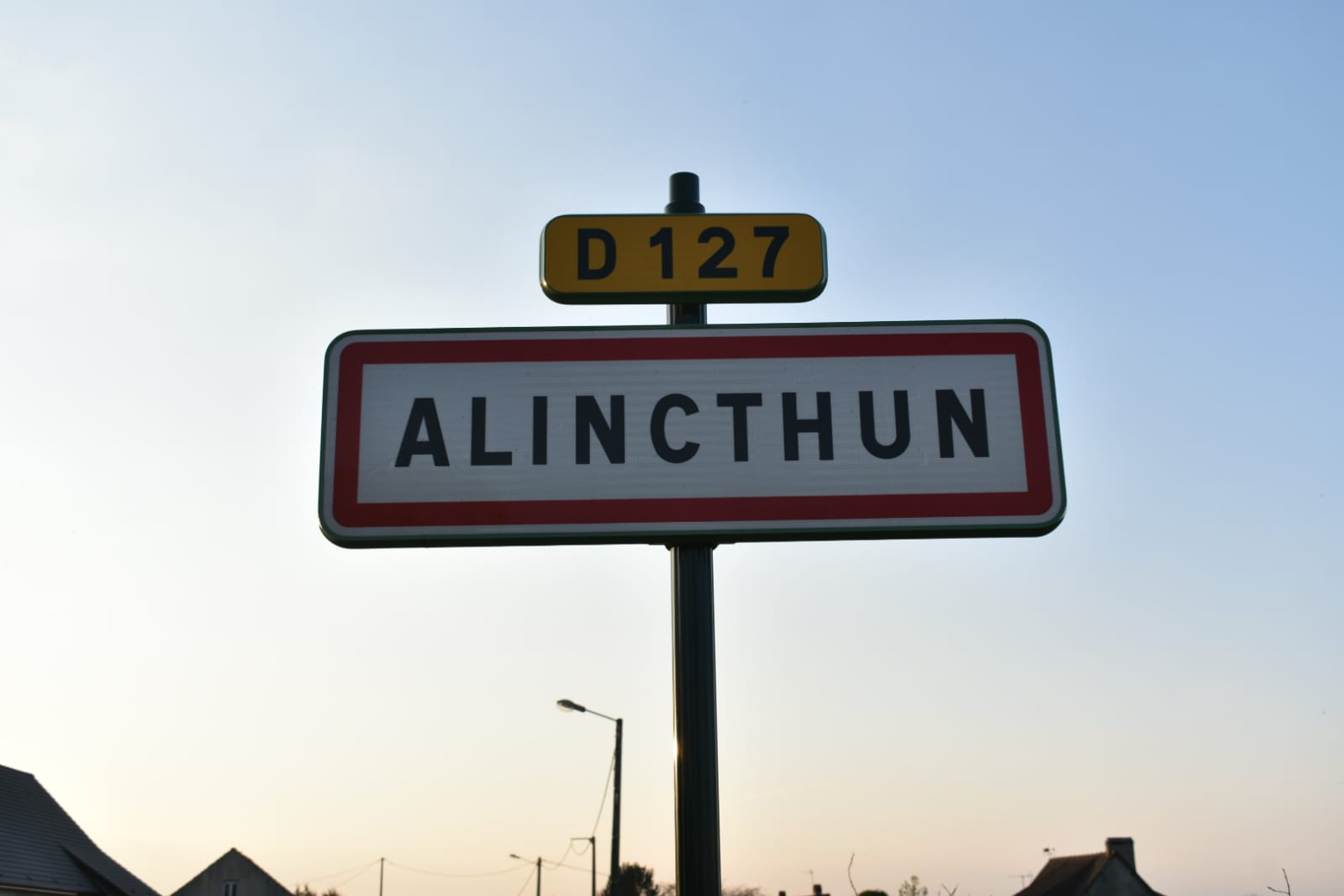
Panneau d'entrée.
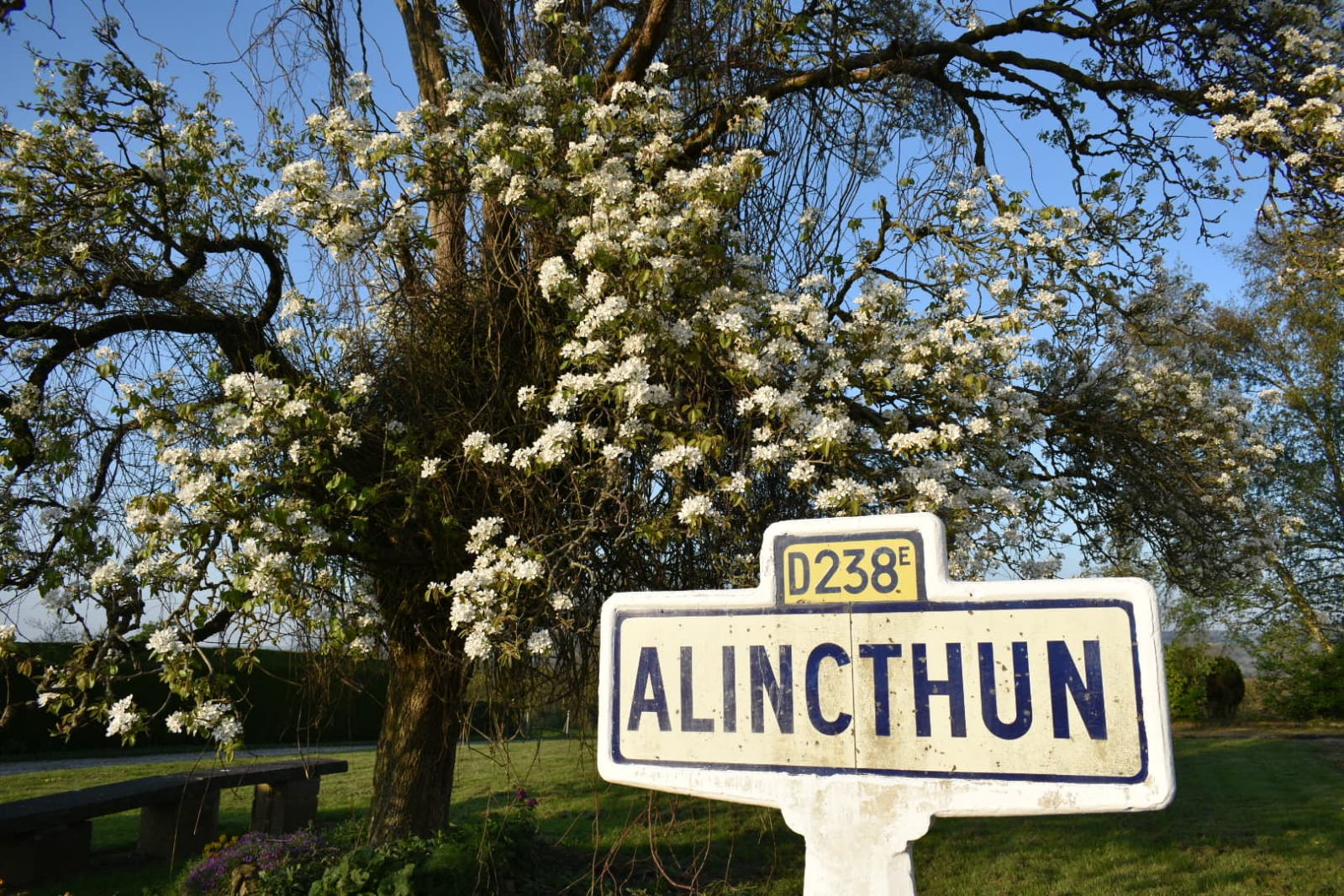
Alincthun et son cerisier.
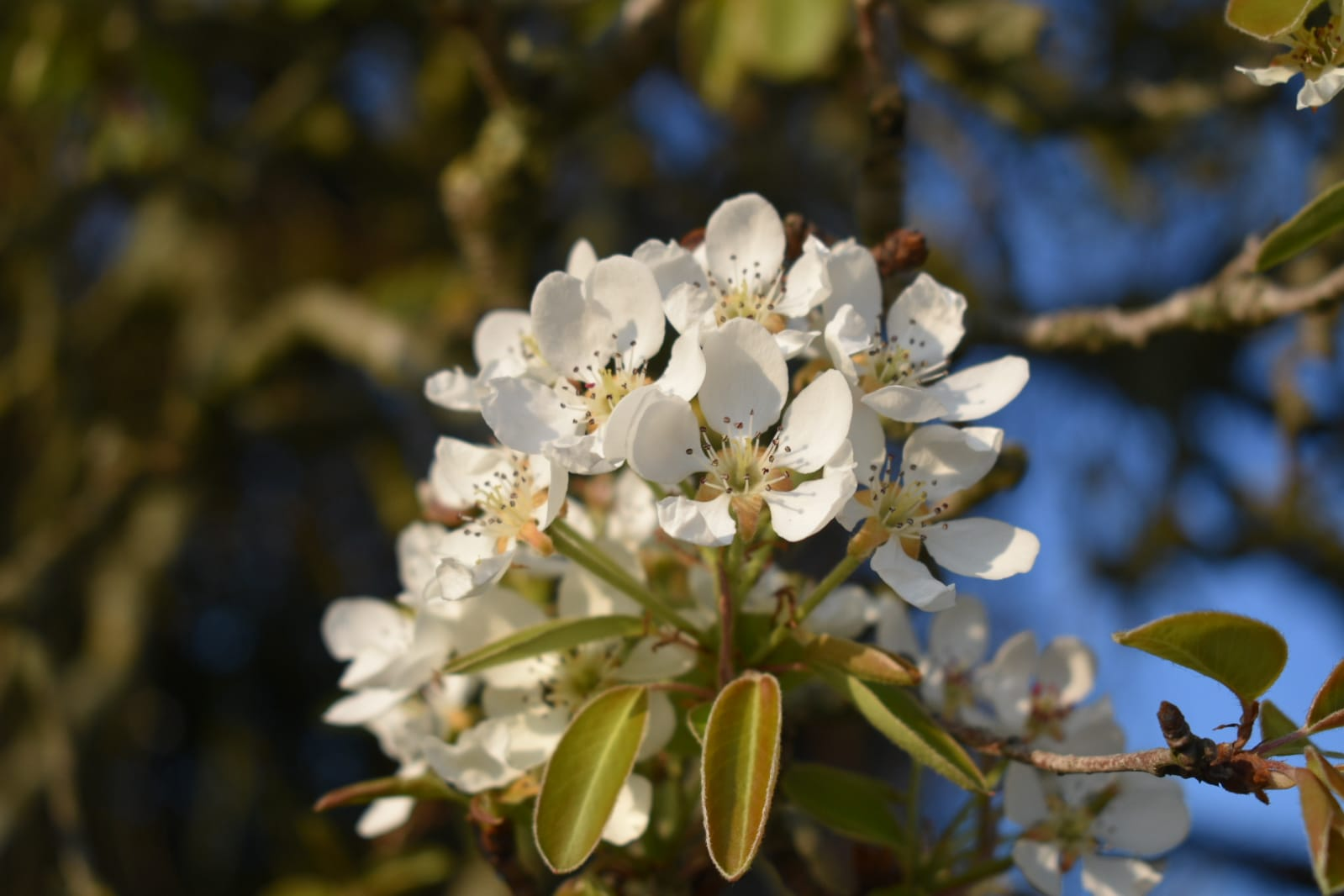
Fleurs du cerisier d'Alincthun.
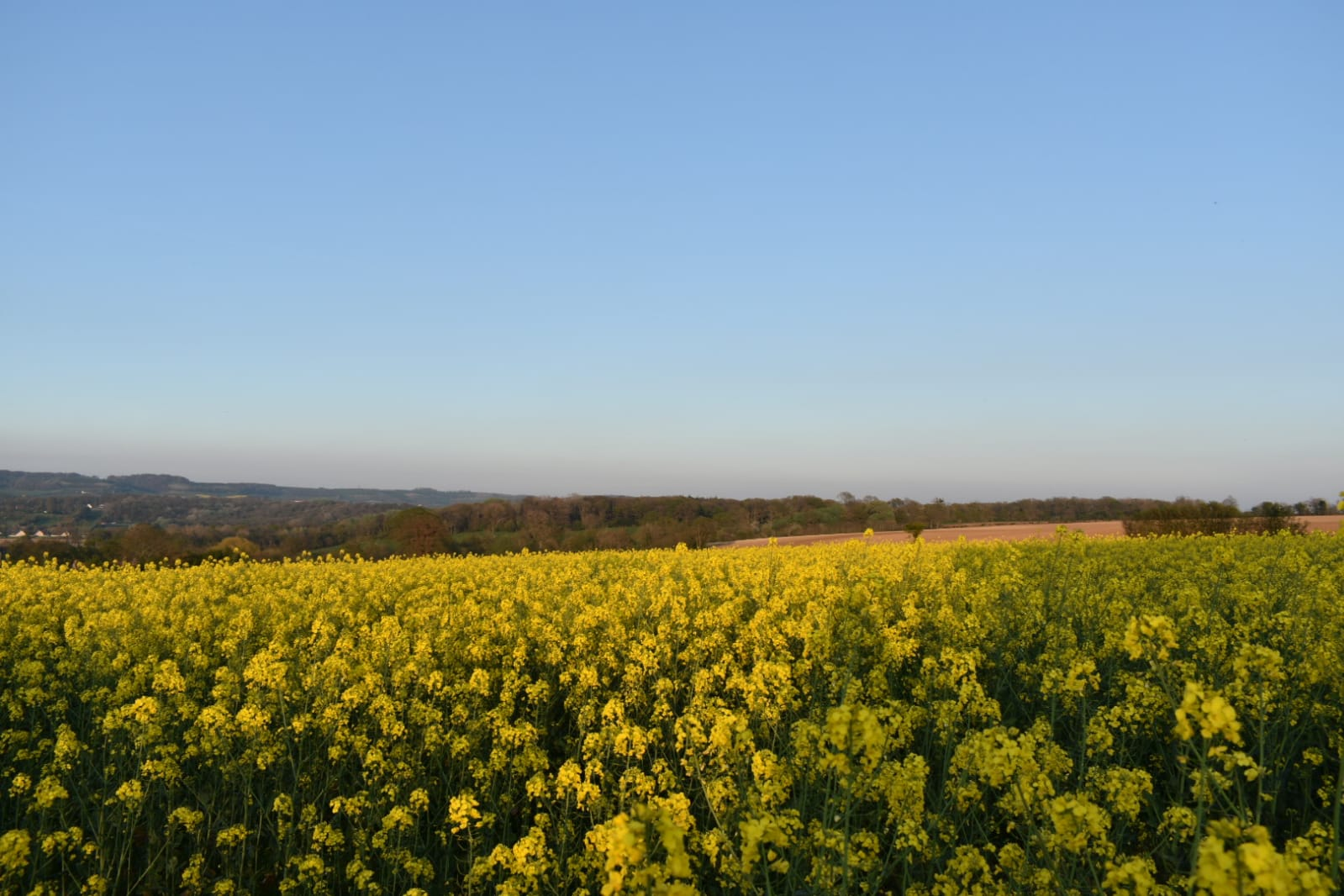
Champs le long de la D147.

### Géologie et relief
La superficie de la commune est de 9,88 km2 ; son altitude varie de 33  à   120 mètres.
La commune se situe au sein de la boutonnière du Boulonnais, à l'interface entre les « paysages boulonnais » et ceux des « hauts plateaux artésiens » (Haut Pays). Le risque argileux est nul au centre du territoire, moyen au nord et au sud.

### Hydrographie
Le territoire de la commune est situé dans le bassin Artois-Picardie.
La commune est drainée par un cours d'eau principal : le fleuve côtier la Liane, d'une longueur de 38 km, qui prend sa source dans la commune de Quesques et se jette dans la Manche au niveau de la commune de Boulogne-sur-Mer, et par huit petits cours d'eau : le ruisseau de la fosse corniche, le ruisseau du Fresnoy, le ruisseau de Lamy, le ruisseau de Mongzeville, le ruisseau des Carrières, la Caurie et le Bout du Monde.

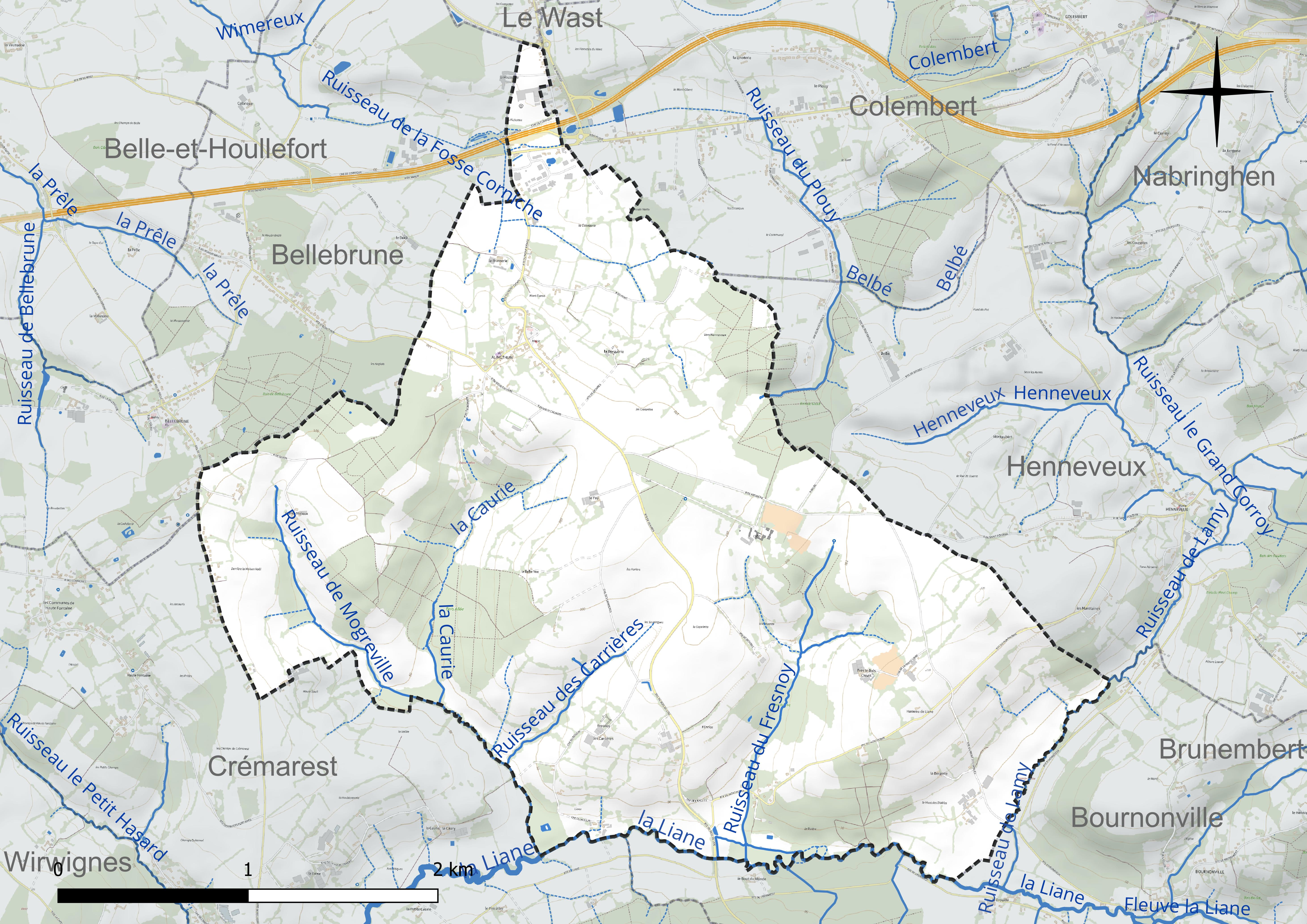
Réseau hydrographique d'Alincthun.

### Climat
Pour des articles plus généraux, voir Climat des Hauts-de-France et Climat du Pas-de-Calais.
En 2010, le climat de la commune est de type climat océanique franc, selon une étude du CNRS s'appuyant sur une série de données couvrant la période 1971-2000. En 2020, Météo-France publie une typologie des climats de la France métropolitaine dans laquelle la commune est exposée à un climat océanique et est dans la région climatique Côtes de la Manche orientale, caractérisée par un faible ensoleillement (1 550 h/an) ; forte humidité de l’air (plus de 20 h/jour avec humidité relative > 80 % en hiver), vents forts fréquents.
Pour la période 1971-2000, la température annuelle moyenne est de 10,1 °C, avec une amplitude thermique annuelle de 13,2 °C. Le cumul annuel moyen de précipitations est de 984 mm, avec 12,9 jours de précipitations en janvier et 8,4 jours en juillet. Pour la période 1991-2020, la température moyenne annuelle observée sur la station météorologique la plus proche, située sur la commune de Licques à 11 km à vol d'oiseau, est de 10,5 °C et le cumul annuel moyen de précipitations est de 1 138,1 mm,. Pour l'avenir, les paramètres climatiques de la commune estimés pour 2050 selon différents scénarios d'émission de gaz à effet de serre sont consultables sur un site dédié publié par Météo-France en novembre 2022.

### Paysages
Pour un article plus général, voir Paysage en France.
La commune s'inscrit dans les « paysages boulonnais » tels qu'ils sont définis dans l'atlas de paysages de la région Nord-Pas-de-Calais, conçu par la direction régionale de l'Environnement, de l'Aménagement et du Logement (DREAL),.
Les « paysages boulonnais » qui concernent 66 communes, se délimitent : au nord, par les paysages des coteaux calaisiens et du Pays de Licques, à l'est, par le paysage du Haut pays d'Artois, et au sud, par les paysages Montreuillois.
Les « paysages boulonnais », constitués d'une boutonnière bordée d'une cuesta définissant un pays d'enclosure, sont essentiellement un paysage bocager composé de 47 % de son sol en herbe ou en forêt et de 31 % en herbage, avec, dans le sud et l'est, trois grandes forêts, celle de Boulogne, d'Hardelot et de Desvres et, au nord, le bassin de carrière avec l'extraction de la pierre de Marquise depuis le Moyen Âge et de la pierre marbrière dont l'extraction s'est développée au XIXe siècle.
La boutonnière est formée de trois ensembles écopaysagers : le plateau calcaire d'Artois qui forme le haut Boulonnais, la boutonnière qui forme la cuvette du bas Boulonnais et la cuesta formée d'escarpements calcaires.
Dans ces paysages, on distingue trois entités : 
- les vastes champs ouverts du Haut Boulonnais ;
- le bocage humide dans le Bas Boulonnais ;
- la couronne de la cuesta avec son dénivelé important et son caractère boisé[21].

### Milieux naturels et biodiversité

#### Espaces protégés
La protection réglementaire est le mode d’intervention le plus fort pour préserver des espaces naturels remarquables et leur biodiversité associée.
Dans ce cadre, la commune fait partie d'un espace protégé : le parc naturel régional des Caps et Marais d'Opale, d’une superficie de 132 499 hectares réparties sur 154 communes, géré par le syndicat mixte d'aménagement et de gestion du parc naturel régional des Caps et Marais d'Opale.

#### Zones naturelles d'intérêt écologique, faunistique et floristique
L’inventaire des zones naturelles d'intérêt écologique, faunistique et floristique (ZNIEFF) a pour objectif de réaliser une couverture des zones les plus intéressantes sur le plan écologique, essentiellement dans la perspective d’améliorer la connaissance du patrimoine naturel national et de fournir aux différents décideurs un outil d’aide à la prise en compte de l’environnement dans l’aménagement du territoire.
Le territoire communal comprend deux ZNIEFF de type 1 : 
- le bocage et bois de Bellebrune. Le site est constitué d’un ensemble forestier et d’un complexe bocager établis l’un et l’autre sur les argiles et marnes de l’Oxfordien. La géomorphologie est assez plane malgré quelques vallonnements[24] ;
- le réservoir biologique de la Liane. La Liane est un bassin côtier qui présente un intérêt majeur autant pour les espèces holobiotiques[Note 4] que pour les migrateurs amphihalins[25].

et une ZNIEFF de type 2 :
le complexe bocager du Bas-Boulonnais et de la Liane. Le complexe bocager du bas-Boulonnais et de la Liane s’étend entre Saint-Martin-Boulogne et Saint-Léonard à l’ouest et Quesques et Lottinghen à l’est. Il correspond à la cuvette herbagère du bas-Boulonnais.

Carte des ZNIEFF de type 1 et 2 sur la commune
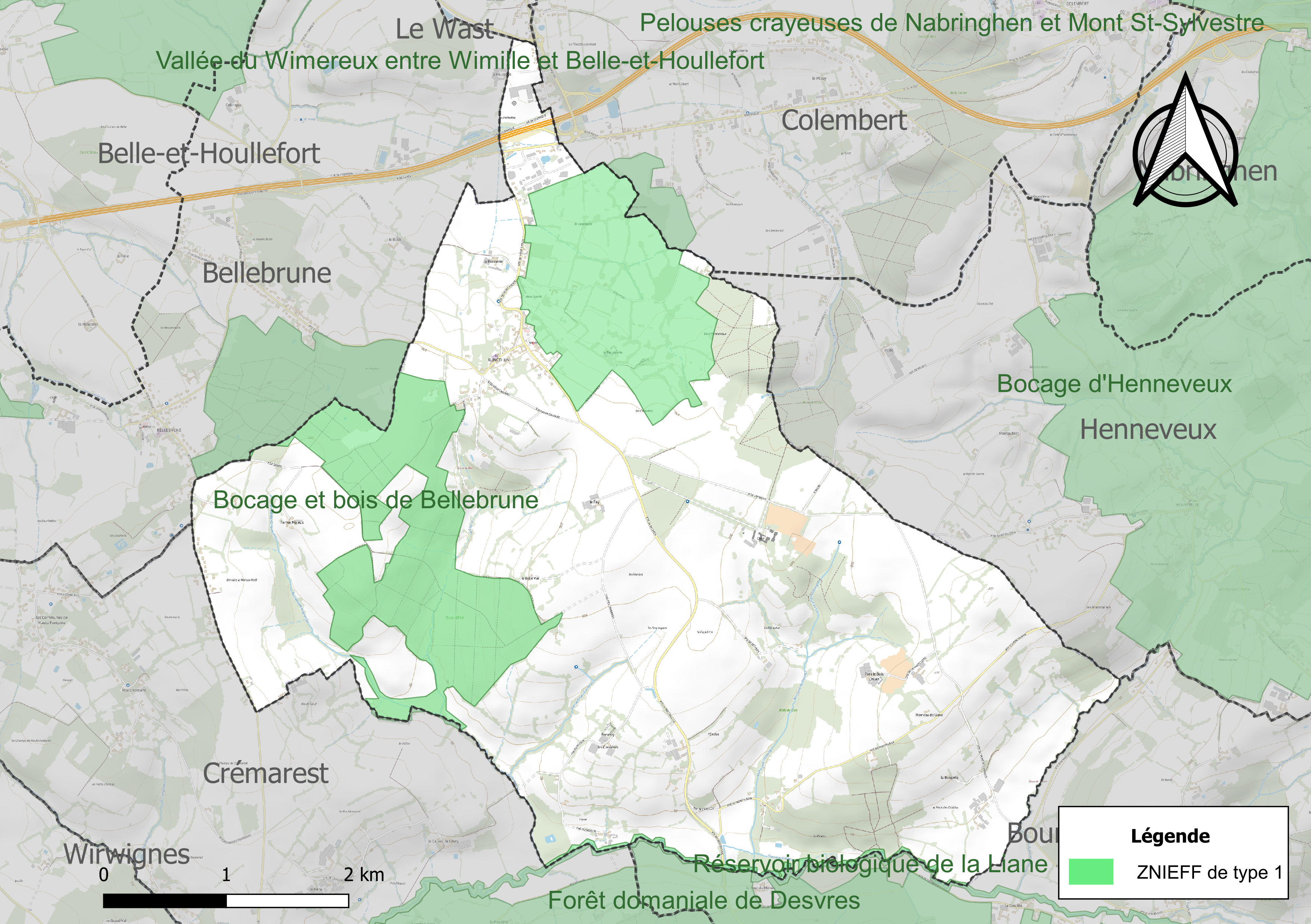
Carte des ZNIEFF de type 1 sur la commune.
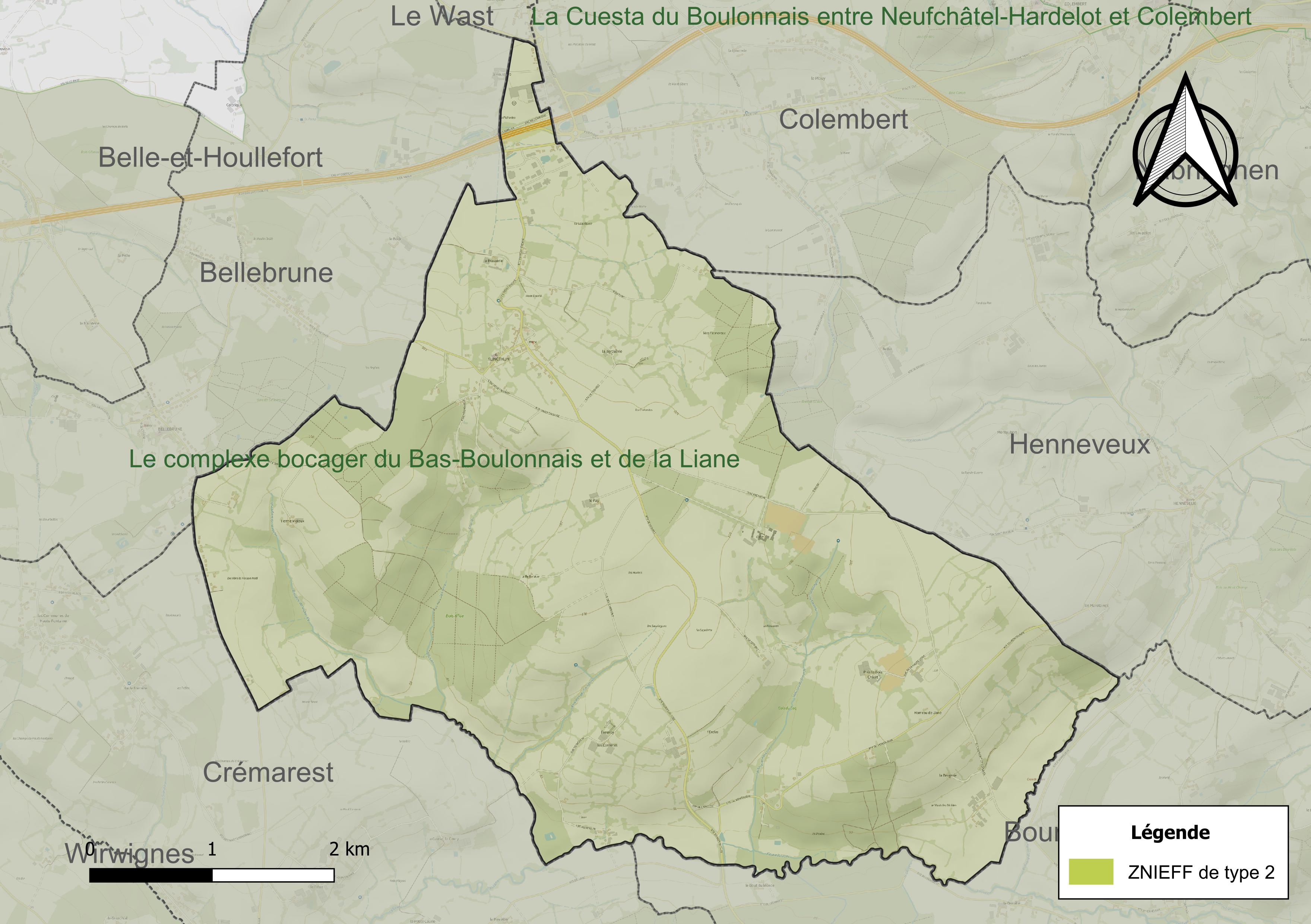
Carte de la ZNIEFF de type 2 sur la commune.

## Urbanisme

### Typologie
Au 1er janvier 2024, Alincthun est catégorisée commune rurale à habitat dispersé, selon la nouvelle grille communale de densité à sept niveaux définie par l'Insee en 2022.
Elle est située hors unité urbaine. Par ailleurs la commune fait partie de l'aire d'attraction de Boulogne-sur-Mer, dont elle est une commune de la couronne,. Cette aire, qui regroupe 80 communes, est catégorisée dans les aires de 50 000 à moins de 200 000 habitants,.

### Occupation des sols
L'occupation des sols de la commune, telle qu'elle ressort de la base de données européenne d’occupation biophysique des sols Corine Land Cover (CLC), est marquée par l'importance des territoires agricoles (86,1 % en 2018), en diminution par rapport à 1990 (87,5 %). La répartition détaillée en 2018 est la suivante : 
zones agricoles hétérogènes (49,2 %), terres arables (24,3 %), prairies (12,5 %), forêts (12,5 %), zones urbanisées (1,4 %). L'évolution de l’occupation des sols de la commune et de ses infrastructures peut être observée sur les différentes représentations cartographiques du territoire : la carte de Cassini (XVIIIe siècle), la carte d'état-major (1820-1866) et les cartes ou photos aériennes de l'IGN pour la période actuelle (1950 à aujourd'hui).

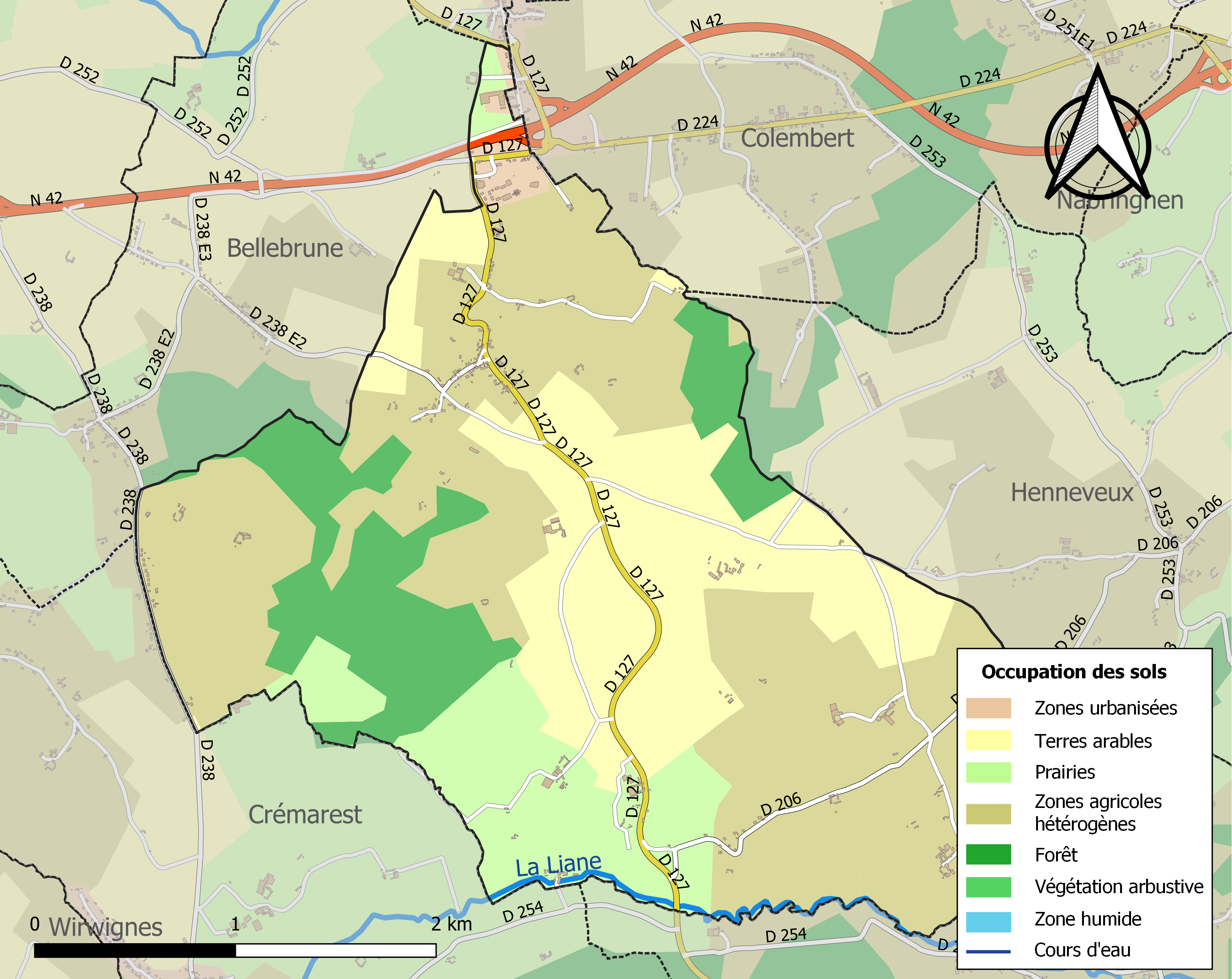
Carte des infrastructures et de l'occupation des sols de la commune en 2018 (CLC).

### Voies de communication et transports

#### Voies de communication
La commune se situe à proximité de l'ex-RN 42 qui relie Saint-Omer (à une demi-heure) à Boulogne-sur-Mer (à 15 minutes). Le village est traversé par les départementales 127 (qui relie Guînes au nord et Desvres au sud) et 238e2 (vers la commune de Belle-et-Houllefort). L'autoroute A16 (E 402) (allant de Dunkerque au nord à Rouen au sud) est à 10 minutes et l'autoroute A26 ou autoroute des Anglais (E 15) est à environ 20 minutes.

#### Transport ferroviaire
La commune se situe à environ une demi-heure (24 km) de la gare TGV de Calais - Fréthun, à 18 km des gares de Boulogne et Hesdigneul-les-Boulogne.
La commune était située sur la ligne de chemin de fer Boulogne - Bonningues, une ancienne ligne de chemin de fer qui reliait dans le département du Pas de Calais, de 1909 et 1935, Boulogne-sur-Mer à Bonningues-lès-Ardres.

### Risques naturels et technologiques

#### Risque inondation
À la suite du passage des tempêtes Ciarán, Domingos et Elisa et des inondations et coulées de boue qui se sont produites, la commune est reconnue, par arrêté du 14 novembre 2023, en état de catastrophe naturelle pour inondations et coulées de boue sur la période du 2 au 12 novembre 2023, comme 179 autres communes du département.

## Toponymie
Le nom de la localité est attesté sous les formes Alinthun (1173), Alinghetun (1199), Alingetuna et Helingetuna (1208), Elinghetun (fin du XIIIe siècle), Alinguetun (1501), Allinquetun (1553), Allingthun (1566), Allinthun (1610), Alinetun (1793), Alincthun (depuis 1801),.
D'après Ernest Nègre, la commune tiendrait son nom (tout comme le hameau d'Alenthun à Pihen-lès-Guînes, dans le même département) de l'anthroponyme germanique Alinga suivi du suffixe saxon -tun « ferme, village », donnant le « village d'Alinga ».
Alingetin en picard et Alingten en flamand.

## Histoire
Le passé lointain d'Alincthun est encore visible à travers les tombes romaines et mérovingiennes découvertes en maints endroits sur le territoire communal. C'est le cas au lieu-dit au Mont des Diables : en prenant de la terre pour un chemin vicinal proche, des ossements avec armes de l'époque mérovingienne ont été trouvés.
Plus de deux douzaines de hameaux et de lieux-dits forment Alincthun. Les plus renommés sont : la Basse Vallée, ancien rendez-vous de chasse au Moyen Âge des nobles seigneurs ; la Fresnoye et son château, le Fay et Liane (anciennement Lianne), ancienne baronnie du comté de Boulogne et hameau le plus important qui doit son nom à la rivière qui le traverse, la Liane, fut intégré à la commune entre 1790 et 1794.
L'église, qui date de la période ogivale, a été reconstruite en 1850. Ses vitraux ont été récemment remis en état par la commune.

## Politique et administration

### Découpage territorial
La commune se trouve dans l'arrondissement de Boulogne-sur-Mer du département du Pas-de-Calais.

#### Commune et intercommunalités
La commune est membre de la communauté de communes de Desvres - Samer.

#### Circonscriptions administratives
La commune est rattachée au canton de Desvres.

#### Circonscriptions électorales
Pour l'élection des députés, la commune fait partie de la sixième circonscription du Pas-de-Calais.

### Élections municipales et communautaires

#### Liste des maires
| Période                                  | Période                     | Identité          | Étiquette | Qualité |
| ---------------------------------------- | --------------------------- | ----------------- | --------- | --- |
| Les données manquantes sont à compléter. |                             |                   |           | |
|                                          | 2002                        | Jean-Pierre Lebas |           | Démissionnaire                                                                                                  |
| 2002                                     | En cours (au 25 avril 2022) | Jean Picque       |           | Artisan retraité Réélu pour le mandat 2008-2014 Réélu pour le mandat 2014-2020, Réélu pour le mandat 2020-2026, |

## Équipements et services publics

### Justice, sécurité, secours et défense
La commune dépend du tribunal judiciaire de Boulogne-sur-Mer, du conseil de prud'hommes de Boulogne-sur-Mer, de la cour d'appel de Douai, du tribunal de commerce de Boulogne-sur-Mer, du tribunal administratif de Lille, de la cour administrative d'appel de Douai, de la cour administrative d'appel de Douai et du tribunal pour enfants de Boulogne-sur-Mer.

## Population et société

### Démographie
Les habitants de la commune sont appelés les Alincthunois.

#### Évolution démographique
L'évolution du nombre d'habitants est connue à travers les recensements de la population effectués dans la commune depuis 1793. Pour les communes de moins de 10 000 habitants, une enquête de recensement portant sur toute la population est réalisée tous les cinq ans, les populations de référence des années intermédiaires étant quant à elles estimées par interpolation ou extrapolation. Pour la commune, le premier recensement exhaustif entrant dans le cadre du nouveau dispositif a été réalisé en 2005.

En 2022, la commune comptait 296 habitants, en évolution de −10,84 % par rapport à 2016 (Pas-de-Calais : −0,72 %, France hors Mayotte : +2,11 %).
| 1793 | 1800 | 1806 | 1821 | 1831 | 1836 | 1841 | 1846 | 1851 |
| ---- | ---- | ---- | ---- | ---- | ---- | ---- | ---- | ---- |
| 343  | 282  | 327  | 357  | 349  | 363  | 356  | 370  | 376  |

| 1856 | 1861 | 1866 | 1872 | 1876 | 1881 | 1886 | 1891 | 1896 |
| ---- | ---- | ---- | ---- | ---- | ---- | ---- | ---- | ---- |
| 374  | 364  | 364  | 342  | 385  | 354  | 390  | 431  | 408  |

| 1901 | 1906 | 1911 | 1921 | 1926 | 1931 | 1936 | 1946 | 1954 |
| ---- | ---- | ---- | ---- | ---- | ---- | ---- | ---- | ---- |
| 393  | 383  | 359  | 335  | 321  | 328  | 313  | 301  | 329  |

| 1962 | 1968 | 1975 | 1982 | 1990 | 1999 | 2005 | 2006 | 2010 |
| ---- | ---- | ---- | ---- | ---- | ---- | ---- | ---- | ---- |
| 324  | 314  | 309  | 322  | 364  | 343  | 353  | 344  | 339  |

| 2015 | 2020 | 2022 | - | - | - | - | - | - |
| ---- | ---- | ---- | - | - | - | - | - | - |
| 326  | 306  | 296  | - | - | - | - | - | - |

#### Pyramide des âges
En 2018, le taux de personnes d'un âge inférieur à 30 ans s'élève à 30,4 %, soit en dessous de la moyenne départementale (36,7 %). À l'inverse, le taux de personnes d'âge supérieur à 60 ans est de 33,3 % la même année, alors qu'il est de 24,9 % au niveau départemental.
En 2018, la commune comptait 157 hommes pour 165 femmes, soit un taux de 51,24 % de femmes, légèrement inférieur au taux départemental (51,5 %).
Les pyramides des âges de la commune et du département s'établissent comme suit.
| Hommes | Classe d’âge | Femmes |
| ------ | ------------ | ------ |
| 1,3    | 90 ou +      | 0,6    |
| 6,0    | 75-89 ans    | 13,4   |
| 20,8   | 60-74 ans    | 24,2   |
| 26,8   | 45-59 ans    | 20,4   |
| 12,1   | 30-44 ans    | 13,4   |
| 15,4   | 15-29 ans    | 16,6   |
| 17,4   | 0-14 ans     | 11,5   |

| Hommes | Classe d’âge | Femmes |
| ------ | ------------ | ------ |
| 0,5    | 90 ou +      | 1,6    |
| 5,6    | 75-89 ans    | 8,9    |
| 16,7   | 60-74 ans    | 18,1   |
| 20,2   | 45-59 ans    | 19,2   |
| 18,9   | 30-44 ans    | 18,1   |
| 18,2   | 15-29 ans    | 16,2   |
| 19,9   | 0-14 ans     | 17,9   |

## Économie
La zone d'activité Les Pichelottes, de 5,9 ha, est à vocation artisanale. Elle inclut une supérette alimentaire.

### Revenus de la population et fiscalité
En 2019, dans la commune, il y a 133 ménages fiscaux qui comprennent 322 personnes pour un revenu médian disponible par unité de consommation de 19 750 euros, soit inférieur au revenu de la France métropolitaine qui est de 21 930 euros,.

## Culture locale et patrimoine

### Lieux et monuments
- L'église Saint-Denis, dont la nef date du XIIIe siècle. Le reste de l’édifice fut achevé en 1620[53].

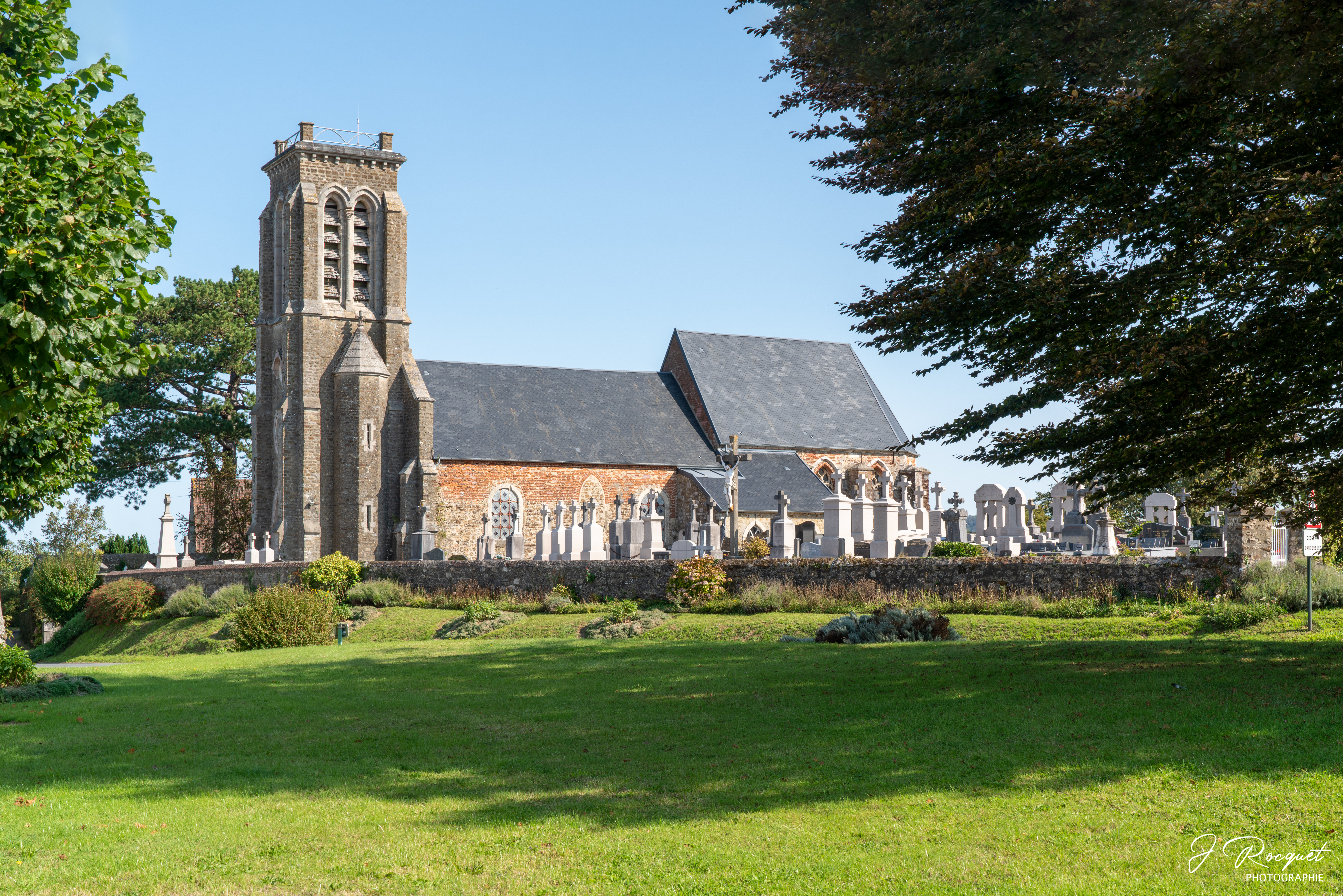
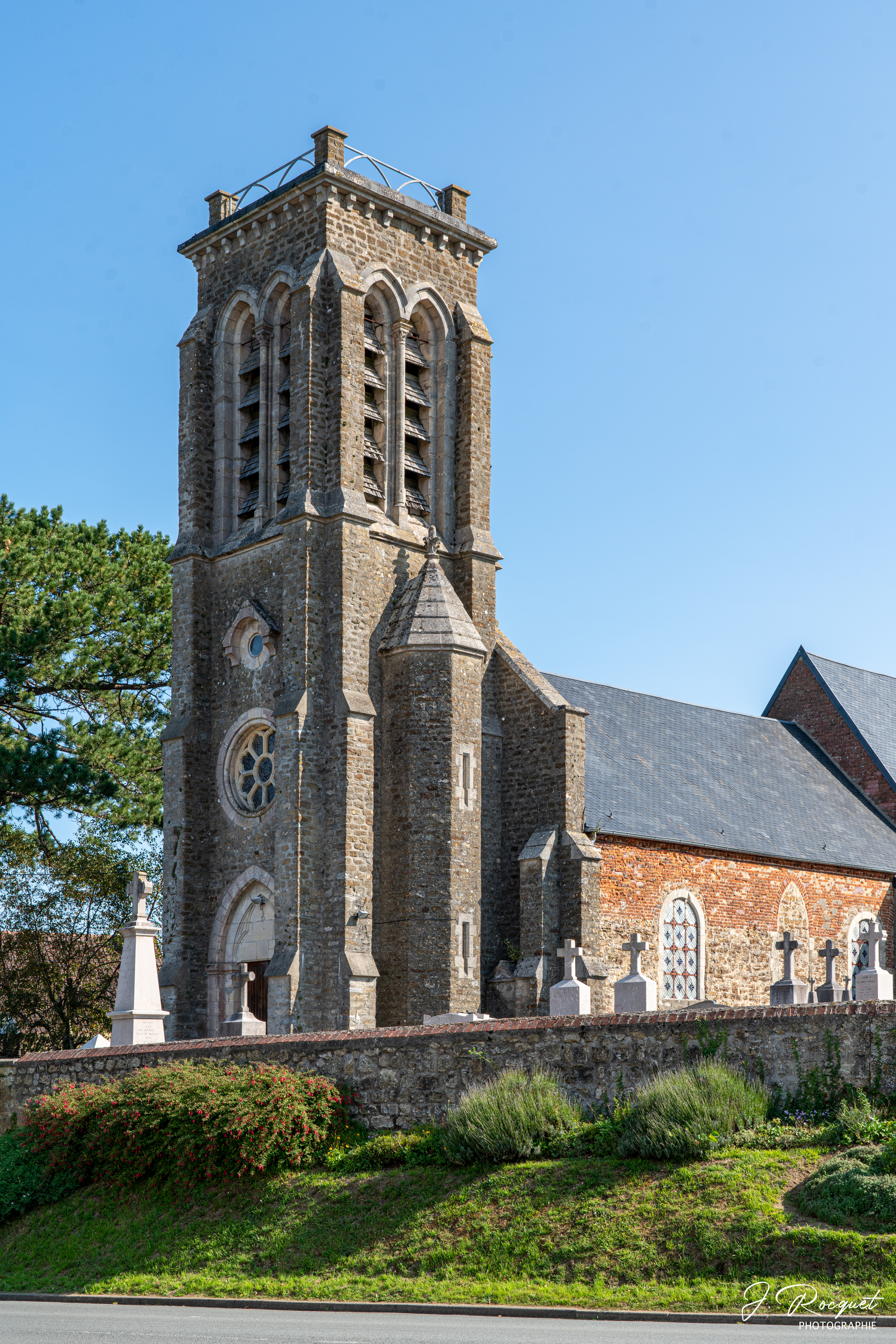
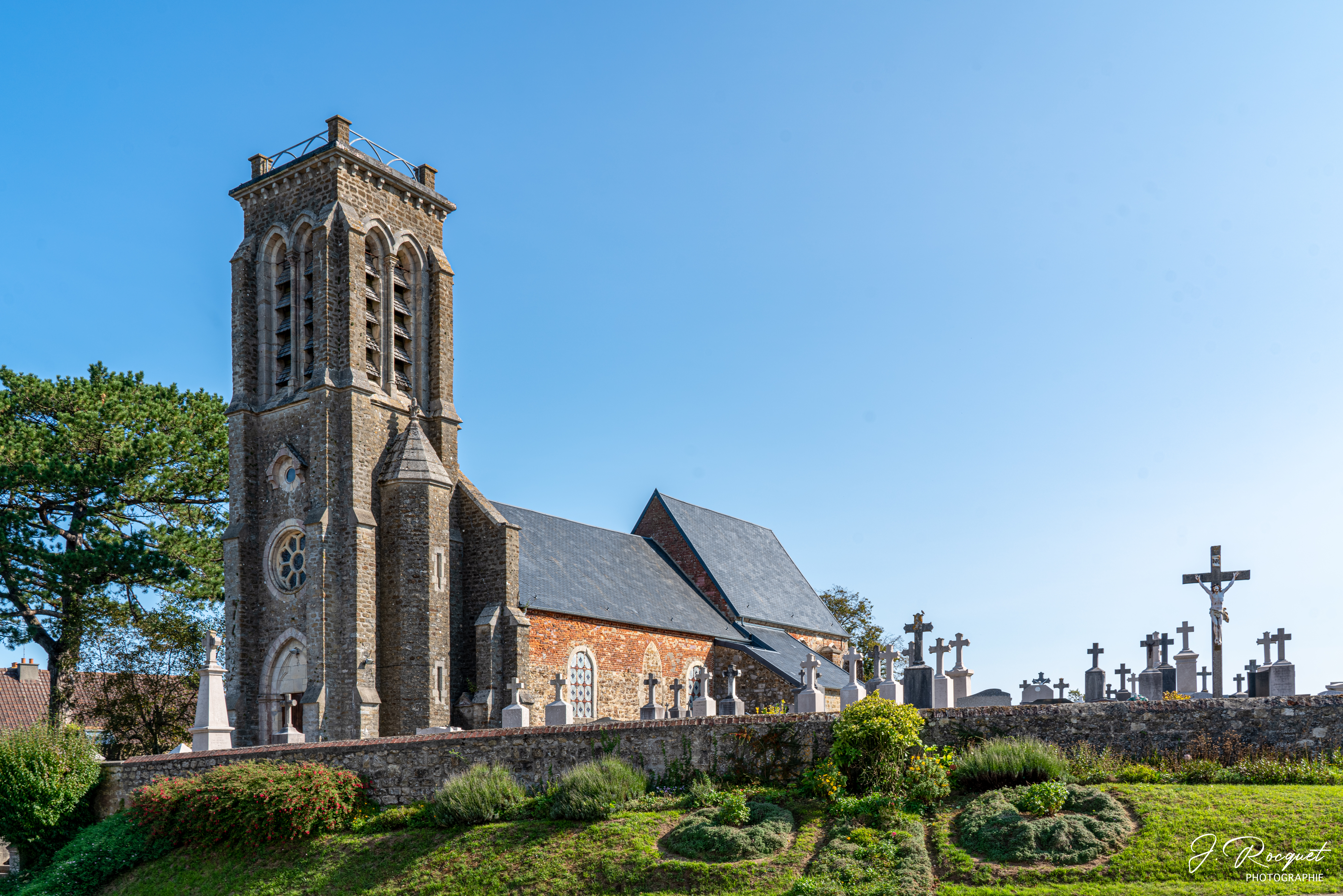

- Le monument aux morts[54].

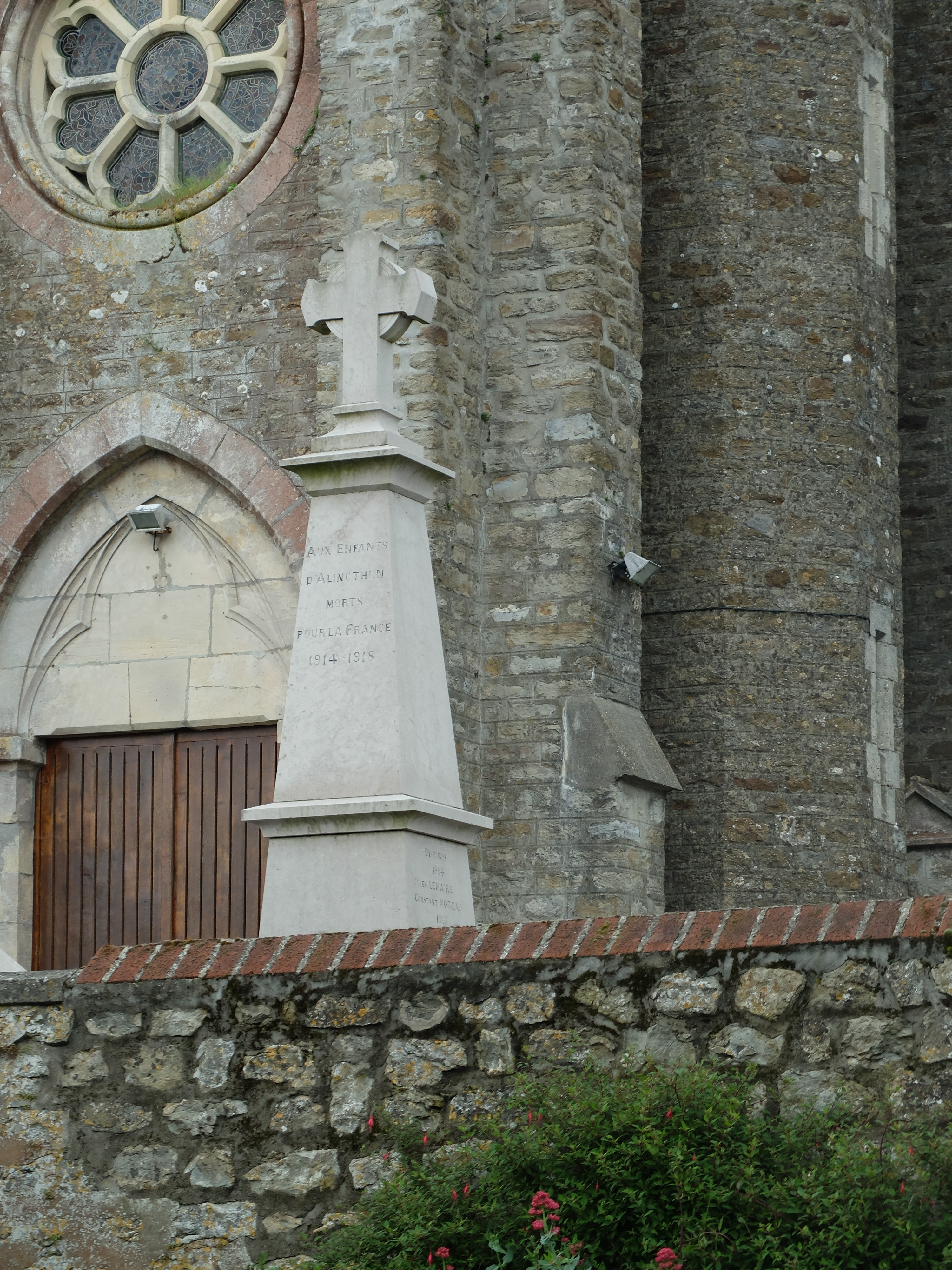

- Le Bois du Coq, la ferme portant ce nom est typique des fermes-manoirs jadis fortifiées pour faire face à d'éventuelles incursions anglaises via Calais. Propriété des seigneurs de Fosse, « un manoir amasé de maison manable, grange et estable » est vendu par adjudication en 1555 à Simon de Vicquet. Malgré la Révolution, époque à laquelle la famille abandonne sa particule, elle est toujours la propriété de Henri Théophile Duwicquet et de sa sœur Françoise-Charlotte quand ils meurent en 1866 et 1868. Mais un de leurs neveux, Ernest Feuillette l'achète en 1888. La famille Holuigue en est aujourd'hui propriétaire[55].

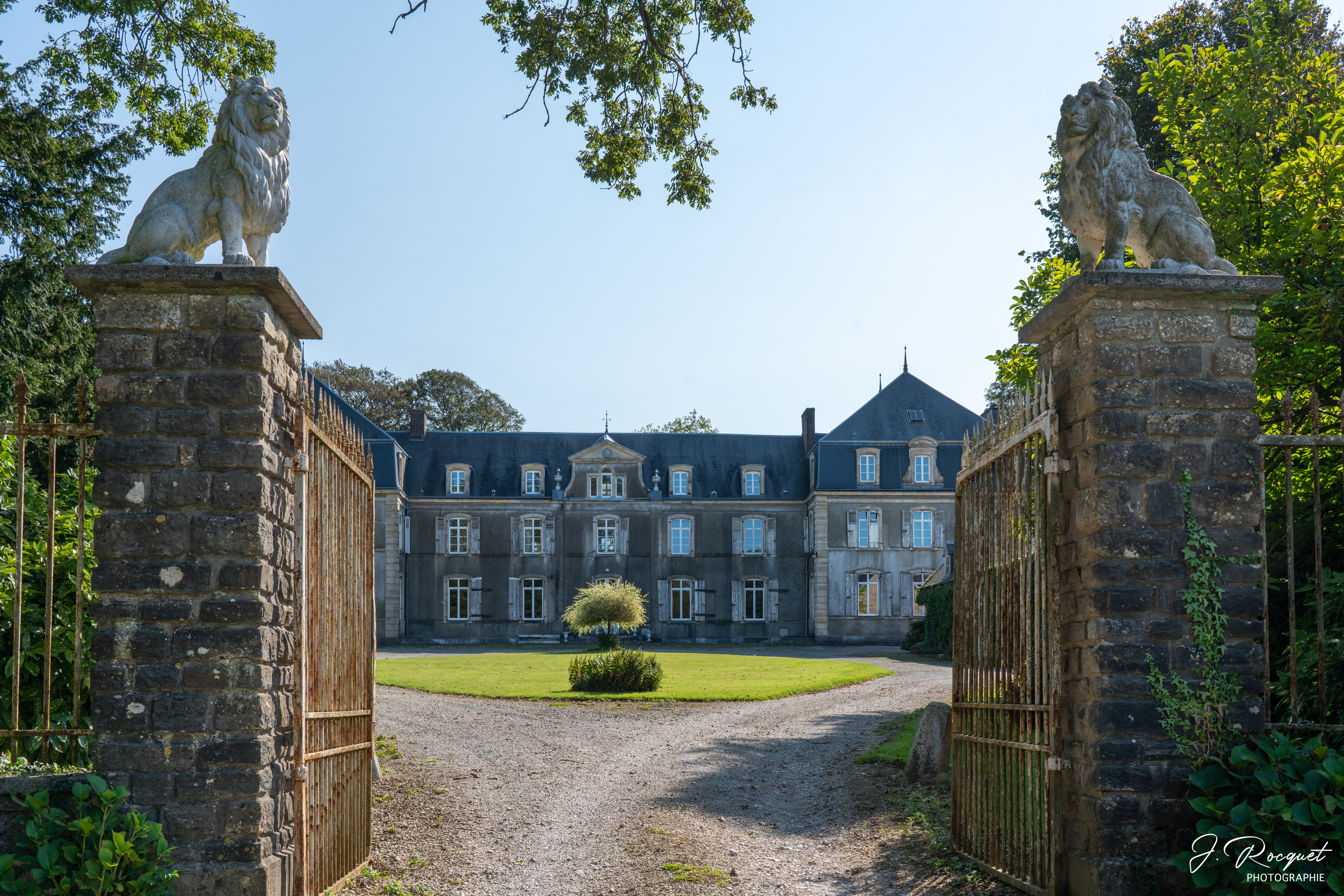
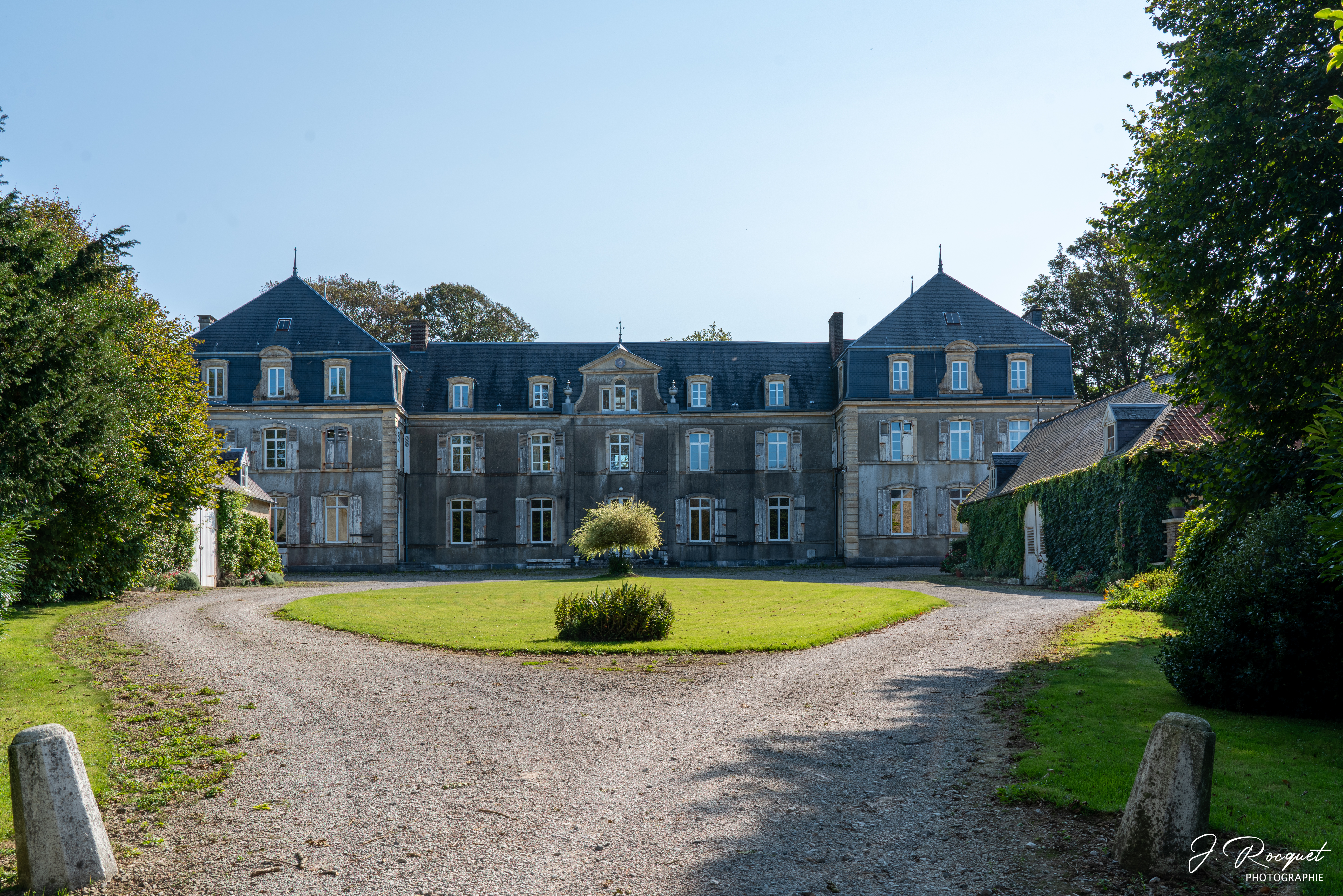

- Le château du Fresnoye (1747), propriété de la famille Van der Cruisse de Waziers.[réf. nécessaire]

### Héraldique
| Blason de Alincthun | Blason  | D'or à trois chevrons de gueules.                |
| Blason de Alincthun | Détails | Le statut officiel du blason reste à déterminer. |

## Pour approfondir